# Patrobini
Patrobini — триба жужелиц из подсемейства Trechinae.

## Описание
Глаза нормальные или маленьких размеров, выпуклые или почти не выступают. Виски от очень коротких до длинных. Усики опушены начиная с третьего сегмента. Задняя надглазничная щетинка расположена далеко позади глаз. Усики опушены начиная со второго сегмента. Боковой край переднеспинки перед серединой с одной—двумя или многочисленными щетинкой.

## Систематика
- триба: Patrobini Kirby, 1837

- род: Apatrobus Habu et Baba, 1960
- род: Archipatrobus Zamotajlov, 1992
- род: Chaetapatrobus Lafer, 1996
- род: Chinapenetretus Kurnakov, 1963
- род: Deltomerodes Deuve, 1992
- род: Deltomerus Motschulsky, 1850
- род: Dimorphopatrobus Casale et Sciaky, 1994
- род: Diplous Motschulsky, 1850
- род: Himalopenetretus Zamotajlov, 2002
- род: Ledouxius Zamotajlov, 1992
- род: Minipenetretus Zamotajlov, 2002
- род: Minypatrobus Ueno, 1955
- род: Naxipenetretus Zamotajlov, 1999
- род: Parapenetretus Kurnakov, 1960
- род: Patanitretus Zamotajlov, 2002
- род: Patrobus Dejean, 1821
- род: Penetretus Motschulsky, 1865
- род: Platidiolus Chaudoir, 1878
- род: Platypatrobus Darlington, 1938
- род: Prodiplous Zamotajlov et Sciaky, 2006
- род: Qiangopatrobus Zamotajlov, 2002
- род: Quasipenetretus Zamotajlov, 2002
- род: Robustopenetretus Zamotajlov et Sciaky, 1999

- представители бывшей трибы Deltomerini

- Род: Deltomerus Motschulsky, 1850
- Род: Patrobus Dejean, 1821
- Род: Penetretus
- Род: Platydiolus Chaud., 1878